# Kalliasfrieden
Der sogenannte Kalliasfrieden bedeutete nach antiken Quellenangaben das vorläufige Ende der Perserkriege für Griechenland im 5. Jahrhundert v. Chr. Er soll 449/448 v. Chr. von dem Athener Kallias zwischen dem Attisch-Delischen Seebund und dem Perserreich unter Großkönig Artaxerxes I. ausgehandelt worden sein. Allerdings bestehen erhebliche Zweifel an der Historizität dieses Ereignisses. Die ältere Lehrmeinung, welche den Friedensschluss als historische Tatsache betrachtet, wird in den letzten Jahrzehnten durch eine eingehend begründete Gegenthese in Zweifel gezogen.

## Verlauf des Konflikts

### Die zehnjährige Ruhe
Während der zehnjährigen Kampfpause nach dem Sieg der Griechen über die Perser bei Marathon im Jahre 490 entstand unter Themistokles in Athen die größte Flotte der griechischen Staaten. Mit über einhundert Kriegsschiffen sollte so der persischen Bedrohung zur See begegnet werden, da der unterlegene Großkönig Dareios I. nach der Niederlage von Marathon zu einem erneuten Zug gegen die Griechen rüstete. Doch der Tod des Perserkönigs und die Unternehmungen seines Nachfolgers Xerxes I. zu Sicherung und Ausbau der neugewonnenen Macht verschafften Griechenland vorerst Ruhe.
Nachdem es Xerxes allerdings gelungen war, seine Macht im Inneren zu festigen, rüstete er zu Feldzügen in Feindesland, um aus dem Schatten seiner Vorgänger in eigener Machtfülle hervorzutreten. Im Herbst des Jahres 481 waren die Vorbereitungen zu einem erneuten Waffengang gegen die griechischen Poleis abgeschlossen.
Zunächst versuchte Xerxes, seine gewaltige Streitmacht als Druckmittel gegen die Stadtstaaten einzusetzen und diese auf dem Wege massiver Drohungen in die Knie zu zwingen. Tatsächlich ergaben sich einige kleinere Staaten kampflos. Mittlere Staaten wie etwa Argos suchten ihr Heil in der Neutralität, Athen und Sparta hingegen gaben ihrerseits klar zu verstehen, was sie von einer kampflosen Kapitulation hielten, indem sie die persischen Gesandten, die sie zur Aufgabe drängten, hinrichteten. Auf Drängen Athens und unter spartanischer Führung schlossen sich noch im Jahre 481 ganze dreißig griechische Staaten zu einem gemeinsamen Schutz- und Trutzbündnis gegen die Perser zusammen. Vorherrschende Streitigkeiten zwischen einzelnen Poleis wurden unter dem Druck des Bündnisses im Angesicht des gemeinsamen Feindes vorerst beigelegt.

### Die Invasion des Xerxes
Mitte des Jahres 480 setzte Xerxes’ Streitmacht auf zwei Schiffbrücken über den Hellespont und marschierte in Richtung des Thermopylenpasses, auf dem sich der Spartanerkönig Leonidas I. mit wenigen Tausend Mann verschanzt hatte. Dorthin hatten sich die Griechen zurückgezogen, weil dieser einzige von Norden aus zugängliche Pass nach Griechenland mit geringem Aufwand an Mensch und Material gehalten werden konnte.  Mehrere Angriffe der Perser auf den Pass scheiterten. Mit Hilfe Einheimischer gelang es Xerxes, den engen Pass zu umgehen und so das Hauptheer der Verteidiger in ernste Gefahr zu bringen. Mit seinen Kriegern – der Legende nach dreihundert an der Zahl – konnte Leonidas den Feind in einer Abwehrschlacht dennoch so lange aufhalten, bis es den verbündeten Truppen glückte, dieser Gefahr zu entkommen. König Leonidas und seine Mannen gingen als Helden in die Geschichte ein.
Zeitgleich mit dem taktischen Rückzug des griechischen Landheeres blockierten die alliierten Seestreitkräfte den Zugang vor Euböa am Kap Artemision, um eine Landung der Perser im Rücken der eigenen Truppen zu vereiteln. Dieser geplante und für die Griechen misslungene persische Zangenangriff und die Tatsache, dass die Perser durch einen Sturm zahlreiche vor der Küste ankernde Schiffe verloren, bildete einen Hoffnungsschimmer für Griechenland, der eine Niederlage im letzten Augenblick abwendete.
Doch mit dem Fall der Stellung an den Thermophylen stand den Persern Mittelgriechenland offen. Xerxes marschierte nun gegen Athen. Auf seinem Weg dorthin wurden zahlreiche Städte von den Eindringlingen verwüstet. Wer jedoch zum Feind überlief, wie etwa Theben und Delphi, konnte auf Gnade und Schonung hoffen. Im zerstörten und menschenleeren Athen schlug Xerxes nun sein Hauptquartier auf und traf Vorbereitungen für das weitere Vorgehen gegen die Athener, welche sich im Sund der Insel Salamis zur Entscheidungsschlacht rüsteten. An den Gestaden von Salamis ließ sich Xerxes einen Thron errichten, um von dort aus dem Untergang der griechischen Flotte beizuwohnen.

### Der Untergang der persischen Flotte
Mit etwa dreihundert wendigen Trieren warfen sich die Griechen der persischen Flotte entgegen und hatten im engen Sund ein leichtes Spiel mit den schwerfälligen Schiffen der Perser, die sich gegenseitig behinderten und damit manövrierunfähig wurden. Nach zwölf Stunden musste Xerxes erkennen, dass seine einst stolze Flotte von den kleinen griechischen Schiffen vernichtend geschlagen worden war und er seinen Feldzug vorerst beenden musste. Der Rest seiner Seestreitkräfte zog sich nach Asien zurück, das persische Landheer setzte sich nach Thessalien ab, wo es überwinterte. Xerxes kehrte in seine kleinasiatische Satrapenresidenz Sardes zurück. Für Griechenland war die persische Gefahr dennoch nicht gebannt.

### Die Wende bei Plataiai und Mykale
Im Winter des Jahres 480 startete der persische Oberkommandierende des Heeres, Mardonios, eine diplomatische Offensive gegen die Griechen. Er hoffte, die griechische Allianz mit Hilfe eines Separatfriedens für Athen aufbrechen zu können. Doch Athen durchschaute diesen Versuch, einen Keil zwischen die Verbündeten zu treiben und lehnte ab. Als dann auch noch im Folgejahr Mardonios mit der erneuten Besetzung des inzwischen wieder bevölkerten Athen seine wahren Absichten zeigte, sammelten die Athener ihre Truppen und rückten, angeführt von dem Spartaner Pausanias, gegen Plataiai, wohin sich die Perser zurückgezogen hatten, in gleichwertiger Truppenstärke mit dreißig- bis vierzigtausend entschlossenen Soldaten vor.
Nach einigen Gefechten gelang es den verbündeten griechischen Truppen, die Oberhand zu gewinnen und den Persern eine schwere Niederlage beizubringen, was diese dazu veranlasste, Griechenland vorerst zu räumen. Die bei Mykale an Land in Sicherheit gebrachte persische Flotte wurde ebenfalls von griechischen Truppen angegriffen und zerstört. Daraufhin erhoben sich nun auch die ionischen Stadtstaaten gegen die Herrschaft der Perser und schlossen sich der griechischen Allianz an.

### Der attisch-delische Seebund
Xerxes musste bis zu seiner Ermordung im Jahre 465 auf seinen Traum von einem persischen Großreich, dessen Herrschaftsbereich sich auch auf Kleinasien erstreckte, verzichten und war auch nicht in der Lage, einen nennenswerten Vorstoß auf die Küste Kleinasiens zu unternehmen. Maßgeblich an der Verhinderung einer weiteren persischen Großoffensive gegen Griechenland wirkte sich der 478 ins Leben gerufene attisch-delische Seebund aus, dem es gelang, unter athenischer Führung bis zum Jahre 476 mit dem Fall Sions den letzten persischen Stützpunkt an der makedonischen Küste zu beseitigen.
Erst um das Jahr 469 glückte es einem großen persischen Heeresaufgebot, in Zypern einzufallen und von dort aus weitere Vorstöße Richtung Griechenland zu unternehmen. Doch auch dieser Versuch, Kleinasien unter persische Kontrolle zu bringen, scheiterte am erbitterten Widerstand des Seebundes. In der Schlacht an der Mündung des Eurymedon besiegte Kimon mit seiner Flotte die Perser erneut und zwang den Feind zum Rückzug.
Was nach der Schlacht am Eurymedon tatsächlich geschehen ist, ist in der Forschung umstritten. Einig ist man sich nur in einem Punkt, nämlich dass bei Salamis Themistokles den Griechen die Freiheit erkämpfte, am Eurymedon Kimon Athen zu einer Großmacht werden ließ.

### Letzte Kampfhandlungen
Athen schloss nach Kimons Rückkehr aus dem Exil einen fünfjährigen Waffenstillstand mit Sparta und wandte sich wieder verstärkt dem alten Erzfeind Persien zu. Um das Jahr 450 wurden 200 eigene und verbündete Schiffe nach Zypern entsandt, von denen 60 auf ein Hilfegesuch von Pharao Amyrtaios nach Ägypten fuhren. Dort, beim zyprischen Salamis, errangen die Athener einen Sieg über die Perser, konnten aber im weiteren Verlauf der Auseinandersetzung keine nennenswerten Vorteile erzielen. Auf Zypern belagerten die restlichen Schiffe die Stadt Kition, mussten aber unverrichteter Dinge wieder abziehen, da der Feldherr verstarb und obendrein eine Hungersnot ausgebrochen war. Bei der Rückkehr kam es zu einer Land- und Seeschlacht auf der Höhe des zyprischen Salamis. Beide Male wurden die verbündeten Phönizier, Zyprer und Kilikier von den Athenern geschlagen.

## Beendigung des Konflikts
Nach der umstrittenen herkömmlichen Auswertung der Quellenaussagen ergibt sich für das Ende des Konflikts folgendes Bild:
449 oder 448 soll ein Treffen zwischen einer athenischen Gesandtschaft unter der Leitung des Kallias und dem Perserkönig bzw. seinem Satrapen stattgefunden haben, welches zu einem Abkommen führte. Als Bestimmungen werden genannt:
- Den kleinasiatischen Griechenstädten wurde Autonomie zugesichert.
- Den persischen Truppen wurde untersagt, sich bis auf drei Tagesmärsche der griechischen Küste zu nähern.
- Für persische Schiffe wurde in der Ägäis eine Sperrzone festgelegt, in die sie nicht vordringen durften.
- Athen verpflichtete sich, den Besitzstand des Perserreichs zu respektieren.

### Platon
Die mutmaßlich früheste Erwähnung eines Friedensschlusses zwischen Griechen und Persern liefert die fingierte sokratische Grabrede im platonischen Menexenos für das Jahr 386, deren Echtheit durch zwei Zitate bei Aristoteles gesichert scheint. Diese Fundstelle wurde mit deutlichem Zeitabstand verfasst und liefert wegen ihres Charakters „vom Hörensagen“ allerdings wohl keinen brauchbaren Quellenbefund.
Im Deutschen liest sich die Stelle wie folgt:
Darum ist es gerecht, dass wir auch derer gedenken, die den Taten der Früheren den Schlussstein der Rettung aufsetzten, indem sie alles, was barbarisch war, aus dem Meere aufspürten und vertrieben. Das waren diejenigen, welche am Eurymedon zur See kämpften und gegen Cypern zu Felde zogen und nach Ägypten fuhren (…) Ihrer muss man gedenken und ihnen Dank wissen, dass sie den Großkönig dahin brachten, voller Furcht auf seine eigene Rettung den Sinn zu richten und nicht auf das Verderben der Hellenen bedacht zu sein. (…) Nachdem aber Friede geworden und die Stadt zu solchen Ehren gekommen war, entstand gegen sie, was den erfolgreichen Menschen zu widerfahren pflegt, zuerst Eifersucht und aus Eifersucht Hass.
In dieser Quelle spricht Platon von gr. eirene, was sowohl Friedensschluss als auch einen „de facto eingetretenen Friedenszustand“ bedeuten kann. Zeitlich deutet dieses Ereignis auf die Eurymedonschlacht, deren Datierung zwischen 469 und 465 erfolgt.

### Isokrates
Von einem Vertrag zwischen Persern und Athen liest man zum ersten Mal im Panegyrikos des Isokrates aus dem Jahre 380. Dort heißt es:
Wir richteten sie (sc. die Barbaren), als sie nach Europa überzusetzen wagten, und Größeres, als ihnen ziemte, zu tun im Sinne hatten, so zu, dass sie nicht nur aufhörten, Feldzüge gegen uns zu unternehmen, sondern zusehen mussten, wie ihr eigenes Land verheert wurde. (…) Am meisten aber kann man die Größe des Wechsels erkennen, wenn man den unter unserer Herrschaft geschlossenen Vertrag und den jetzt aufgezeichneten (sc. den Königsfrieden von 387/86) nebeneinander liest. Denn da wird sich zeigen, dass wir damals die Herrschaft des Großkönigs beschränkten und einige von den Tributen festsetzten und ihn daran hinderten, das Meer zu befahren.
Dieser „Vertrag“ mit dem „Basileos“ soll „zur Zeit unserer Herrschaft“ geschlossen worden sein, ist für eine genaue Datierung aber wenig hilfreich, da sich die „Zeit unserer Herrschaft“ über den Zeitraum von 480 bis 405 erstreckt.
Die Stelle im Panathenaikos aus dem Jahre 339 ist ebenfalls unbestimmt und mit der aus dem Panegyrikos fast deckungsgleich:
Zur Zeit unserer Herrschaft nämlich war es ihnen nicht erlaubt, weder diesseits des Halys mit einem Landheer hinabzusteigen noch mit Kriegsschiffen über Phaselis hinauszufahren. (…) Die Polis aber, die den ehrenvollen und großartigen Vertrag mit dem Großkönig abgeschlossen hat (…), wie sollte man sie nicht gerechterweise mehr loben und ehren als diejenige, die in alledem hintan geblieben ist?
Für eine Präzisierung des Datums kann eine andere Passage herangezogen werden. Im Areopagitikos von 356 schreibt Isokrates:
Die Griechen nun vertrauten denen, die zur damaligen Zeit den Staat verwalteten, so sehr, dass die meisten von ihnen sich freiwillig der Polis (sc. Athen) unterstellten.
Hier kann man ein greifbares Datum erahnen, da der beschriebene Zustand Athens auf die Zeit des Areopags passt, welcher im Jahr 462/61 von Ephialtes gestürzt wurde. Demnach muss auch der Vertrag vor 462/61 geschlossen worden sein, was eine eurymedonnahe Datierung bei Isokrates wahrscheinlich werden lässt.

### Plutarch
Eine weitere wichtige Quelle für den Eurymedonansatz liefert Plutarch, der sich in Kimon 13,4–5 gleichzeitig auf Kallisthenes von Olynth und Krateros beruft, was den Quellenwert für die Auswertung hinsichtlich der Verwertbarkeit erhöht. Von Plutarch erfahren wir:
Diese Tat (sc. die Schlacht am Eurymedon) demütigte den Sinn des Großkönigs so sehr, dass er jenen berühmten Frieden abschloss, worin er sich verpflichtete, immer einen Tagesritt vom griechischen Meer fernzubleiben und mit keinem erzbeschlagenen Kriegsschiff diesseits der Kyaneen und der Chelidonien zu fahren. Gleichwohl sagt Kallisthenes, dass der Barbar diesen Vertrag gar nicht geschlossen habe, sondern sich aus Furcht infolge jener Niederlage faktisch so verhalten habe und soweit von Griechenland ferngeblieben sei, dass Perikles mit 50 und Ephialtes sogar nur mit 30 Schiffen über die Chelidonien hinausgefahren sei, ohne dass ihnen eine Flotte der Barbaren begegnete. In der Sammlung der Volksbeschlüsse, die Krateros gemacht hat, aber befindet sich eine Abschrift des Vertrages als eines wirklich zustande gekommenen. Auch sagt man, dass die Athener deswegen einen Altar des Friedens errichtet und Kallias, der den Frieden vermittelte, besondere Ehre erwiesen hätten.
Einen weiteren Hinweis auf den Frieden um die Jahre 469 bis 465 liefert Plutarch mit Kim. 19,3–4, wo er von den Kämpfen auf Zypern und Kimons Tod berichtet, ohne jedoch auf den Kalliasfrieden näher einzugehen:
Nach seinem (sc. Kimons) Tode ist gegen die Barbaren keine hervorragende Tat von irgendeinem Feldherren der Griechen vollbracht worden.
Da die Schlacht bei Zypern und Kimons Tod noch vor dem Jahr 449/48 erfolgten, ist eine Datierung bei Plutarch auf die Schlacht am Eurymedon sachlich vertretbar. Der Hinweis, dass nach dem Tode des großen Feldherrn keine hervorragende Tat mehr vollbracht worden sein soll, schließt einen für Athen günstigen Frieden mit den gefürchteten Persern aus. Hätte Plutarch von einem solchen gewusst, wäre bei ihm von einer derartigen Ruhmestat zu hören gewesen.

### Demosthenes
Zweimal finden sich Belege über den Friedensschluss bei Demosthenes, jedoch ohne Hinweis auf ein Datum. Der Rede für die Freiheit der Rhodier aus dem Jahre 352 ist zu entnehmen:
Es gibt zwei Verträge zwischen den Griechen und dem Großkönig: der eine, den unsere Polis (sc. Athen) abschloss und den alle rühmen; danach schlossen die Lakedaimonier einen Vertrag (sc. den Königsfrieden), den alle verwerfen. Und in beiden Verträgen ist keineswegs das gleiche Recht festgesetzt.
In einem weiteren Zeugnis verweist Demosthenes auf die Gesandtschaft des Kallias und der gegen ihn erhobenen Anklage auf Leben und Tod, in deren Verlauf er wegen Bestechlichkeit zu einer hohen Geldstrafe von 50 Talenten verurteilt worden sein soll. In der Rede über die Truggesandtschaft aus dem Jahre 343/42 heißt es:
Jene nämlich (sc. die Vorfahren) – ich weiß wohl, dass alle diese Geschichte gehört haben – haben Kallias, den Sohn des Hipponikos, der den von allen gerühmten Frieden vermittelt hat – dass nämlich der Großkönig sich mit seinem Heere auf einen Tagesritt nicht dem Meere nähern dürfe und diesseits der Chelidonien und Kyaneen nicht mit einem Kriegsschiff fahren dürfe –, beinahe getötet, weil es hieß, dass er sich anlässlich dieser Gesandtschaft bestechen ließ; bei der Rechenschaftsabgabe aber verurteilten sie ihn zur Zahlung von 50 Talenten. Gleichwohl kann niemand sagen, dass die Stadt früher oder später einen schöneren Frieden abgeschlossen habe.
Eine Zeitangabe liefert uns diese Quelle jedoch ebenfalls nicht. Dennoch lässt sich anhand einer bei Plutarch erwähnten Entlastungssaussage eines gewissen Arisides, die der Sokratesschüler Aischines von Sphettos verbürgt, zugunsten des Beschuldigten ein ungefährer Hinweis entnehmen. Denn Arisides, ein mittelloser Vetter des Kallias, ist um 464 gestorben. Da Kallias der Prozess erst nach seiner Gesandtschaft gemacht werden konnte, ist mit dieser Quelle das Datum 449/48 hinfällig und rückt vielmehr in die Nähe der Schlacht am Eurymedon.

### Lykurg
Lykurg lässt über den Kalliasfrieden in seiner Rede „Gegen Leokrates“ aus dem Jahre 330 wissen, dass die Athener neunzig Jahre lang die Hegemonie über die Griechen innehatten; und weiter:
Sie verwüsteten Phoinikien und Kilikien, siegten am Eurymedon zu Wasser und zu Lande (…) umfuhren ganz Kleinasien und verheerten es. Was aber die Hauptsache des Sieges war: Sie begnügten sich nicht damit, das Siegeszeichen in Salamis errichtet zu haben, sondern setzten den Barbaren Grenzen für die Freiheit der Griechen und hinderten sie daran, diese zu überschreiten und schlossen einen Vertrag, dass der Großkönig jenseits der Kyaneen und von Phaselis nicht mit einem Kriegsschiff fahren sollte und dass die Griechen autonom sein sollten, und zwar nicht nur diejenigen, welche Europa, sondern auch diejenigen, welche Asien bewohnten.
Demnach hält Lykurg einen Friedensschluss mit den Persern für historisch und datiert ihn ebenfalls als Folge der Schlacht am Eurymedon.

### Ephoros/Diodor
Um zu verstehen, weshalb die herrschende Lehre von einer Geschichtlichkeit des Jahres 449/48 ausgeht, muss die Geschichtsschreibung des Ephoros von Kyme/Diodor näher betrachtet werden. Meister vertritt die Ansicht, dass es sich bei der Überlieferung der Schlacht am Eurymedon und bei der Schilderung der Kämpfe auf Zypern um eine Dublette handelt.
Nach der Überlieferung von Diodor, welcher Ephoros von Kyme bemüht, ergibt sich für die Schlacht am Eurymedon folgender Hergang der Ereignisse: In der Doppelschlacht am Eurymedon, die zur See und an Land siegreich für die Griechen endete, siegte Kimon zunächst mit seiner Flotte vor Zypern. Am selben Tag wurde der persischen Landstreitmacht eine Niederlage an der Mündung des Eurymedon beigebracht. Daraufhin errichteten die Athener aus dem Zehnten der Beute ein Siegeszeichen, welches folgende Inschrift trug:
Seitdem das Meer Europa von Asien trennt und der stürmende Ares die Städte der Sterblichen heimsucht, ist kein derartiges Werk auf dem Festland und auf dem Meere zugleich unter den die Erde bewohnenden Menschen geschehen. Diese nämlich, nachdem sie in Cypern viele Meder getötet hatten, eroberten 100 Schiffe der Phoiniker im Meere, die voll waren von Männern, und Asien stöhnte laut auf, durch sie mit beiden Händen von der Gewalt des Krieges getroffen.
Hier unterliegen die Geschichtsschreiber jedoch einem Irrtum, indem sie fälschlicherweise annehmen, es handele sich um die Schlacht am Eurymedon. Das hier zitierte Epigramm beschreibt vielmehr die Kämpfe um Zypern in der Zeit 450/48, als Athen vor der Stadt Salamis einen Doppelsieg zu Lande und zur See erfocht. Thukydides und Plutarch nach Kallisthenes von Olynth orten beide Kriegsschauplätze an die Eurymedonmündung und berichten über zwei Schlachten, die an ein und demselben Tag stattgefunden haben sollen; bei Plutarch folgt der Abschluss des Kalliasfriedens. Ephoros/Diodor behaupten, dass Kimon vor Zypern die feindliche Flotte besiegte und in Phönizien das persische Landheer schlug. Anschließend soll sich der Feldherr im Jahr 449/48 zur Belagerung von Salamis entschlossen haben, um nach deren Einnahme ganz Zypern zu unterwerfen und so den Krieg zu beenden.
So geschah es auch. Die Athener begannen die Belagerung von Salamis und trugen täglich Angriffe vor; die in der Stadt aber, die Geschosse und Material zur Verfügung hatten, wehrten die Belagerer leicht von den Mauern aus ab.
Danach fährt der Bericht fort und liefert einige Hinweise, die auf Widersprüche schließen lassen:
Nachdem der Großkönig von den Niederlagen auf Cypern erfahren und sich mit seinen Freunden über den Krieg beraten hatte, hielt er es für zuträglich, mit den Griechen Frieden zu schließen. Er schrieb also den Anführern und Satrapen auf Cypern, unter welchen Bedingungen sie sich mit den Griechen verständigen könnten. Da die Athener darauf eingingen und bevollmächtigte Gesandte schickten, deren Anführer Kallias, Sohn des Hipponikos war, kam es zu einem Friedensvertrag zwischen Athen und seinen Bundesgenossen und den Persern. (…) Nachdem aber der Vertrag geschlossen war, zogen die Athener ihre Streitkräfte von Cypern ab. Sie hatten einen herrlichen Sieg errungen und einen überaus ruhmvollen Vertrag geschlossen. Es geschah auch, dass Kimon, während er auf Cypern weilte, an einer Krankheit verstarb.
Hier berichten Ephoros/Diodor, dass Kimon mit der Einnahme von Salamis und der Unterwerfung Zyperns den Krieg zu beenden hoffte, was ihm auch gelungen sein soll, obwohl die Belagerung gescheitert war. Dieses Durcheinander erklärt Meiser dadurch, dass es sich auch bei dieser Schilderung um eine Vermischung mehrerer Quellen gehandelt haben müsse. „Was eine Beschreibung der Ereignisse von 450/48 zu sein vorgibt, ist in Wirklichkeit nichts anderes als die neuerliche Schilderung der Eurymedonschlacht, es handelt sich um das Paradebeispiel einer Dublette.“ Dass sich das Stilmittel der Dublette, welches sich an diesen deckungsgleichen Schilderungen manifestiere, für Ephoros charakteristisch sei, führe im Endeffekt zu der Fehldatierung des Friedens ins Jahr 449/48.

### Die leugnenden Zeugen
Aus den zuvor behandelten Werken der Geschichtsschreiber konnte, wer wollte, immer eine Deutungsvariante zugunsten der Existenztheorie finden. Allerdings gibt es auch antike Autoren, die sich mit Vehemenz gegen die Geschichtlichkeit des Kalliasfriedens aussprechen.

#### Kallisthenes von Olynth
Kallisthenes liefert eindeutige Beweise für die Eurymedondatierung des Ereignisses. Darüber hinaus verwirft er aber die Friedenstheorie und bemerkt, dass sich Artaxerxes nach seiner schweren Niederlage am Eurymedon zurückgezogen habe und nur mangels Stärke, nicht aber aus eigenem Willen, die Bedingungen des angeblichen Vertrages akzeptiert habe. Für Kallisthenes herrschte nach der Schlacht am Eurymedon nur ein ungewollter Waffenstillstand zwischen den verfeindeten Parteien, einen Friedensschluss hält er für ausgeschlossen.

#### Theopompos
Von Theopompos ist uns die wohl am schärfsten ablehnende Formulierung bezüglich des Friedens überliefert. Über ihn heißt es:
Von Theopomp aus dem 25. Buch der Philippika: Der Helleneneid ist eine Fälschung, die, wie die Athener behaupten, die Griechen vor der Schlacht von Plataiai gegenüber den Barbaren geschworen haben, ebenso der Vertrag der Athener mit dem Großkönig Dareios mit den Griechen; ferner sei die Schlacht von Marathon nicht so verlaufen, wie sie sie alle in hymnischer Verherrlichung schildern. Und womit sonst noch (…) die Stadt der Athener prahlt und die Griechen hinters Licht führt.
Gleich im Anschluss untermauert Theopompos seine Behauptung mit dem schon mehrfach erwähnten Hinweis auf die Inschriftenstele, welche er selbst gesehen haben will, die aber heute verschollen ist. In Bezug auf den Vertragstext heißt es:
Theopomp sagt im 25. Buch der Philippika, dass der Vertrag mit den Barbaren eine Fälschung sei, da er nicht in attischem, sondern in ionischem Alphabet eingemeißelt sei.
Da Theopompos wusste, dass erst 403/02 das ionische Alphabet in Athen eingeführt wurde, konnte er behaupten, dass es sich um eine Fälschung handeln müsse. Meiggs wendet jedoch ein, dass sich die Verwendung des ionischen Alphabets bereits vor 403/02 in mehreren athenischen Inschriften nachweisen lasse und nicht auszuschließen sei, dass es sich bei der von Theopompos eingesehenen Stele nicht um das Original, sondern um eine Abschrift aus späterer Zeit gehandelt habe.

### Die schweigenden Zeugen
Auffällig an der gesamten Geschichtsschreibung zum Kalliasfrieden ist die Tatsache, dass zeitgenössische Autoren nichts von einem solchen Ereignis zu berichten wissen und erst mit großem Abstand der Nachwelt suggeriert wurde, es habe ein derartiger Friedensschluss zwischen Griechen und Persern unter Vermittlung des Kallias stattgefunden.

#### Herodot
Herodot wird häufig als Quelle für die Historizität des Kalliasfriedens herangezogen, erweist sich jedoch bei näherer Betrachtung als zu unbestimmt. Bei ihm ist lediglich von einer Gesandtschaft „in anderer Angelegenheit“ die Rede. Der Abschnitt lautet:
Damit stimmt, wie einige unter den Griechen sagen, eine Geschichte überein, die sich viele Jahre später ereignet hat: In Susa, der Stadt Memnons, hielten sich zufällig Boten der Athener in einer anderen Angelegenheit auf, nämlich Kallias, der Sohn des Hipponikos, und seine Begleiter. Zur gleichen Zeit aber hatten die Argiver ebenfalls Boten nach Susa gesandt, um bei Artaxerxes, dem Sohne des Xerxes, anzufragen, ob die Freundschaft, die Argiver und Xerxes geschlossen hätten, noch fortbestehe, oder ob sie sich als seine Feinde betrachten müssten. König Artaxerxes erwiderte, selbstverständlich bestehe sie weiter, und keine Stadt sei ihm lieber als Argos.
Für eine Datierung auf das Jahr 449/48 ist diese Stelle gänzlich unbrauchbar, da mit der Erwähnung der Gesandtschaft der Argiver gefolgert werden muss, dass diese unmittelbar nach dem Regierungsantritt des neuen persischen Großkönigs erfolgte, welche für das Jahr 465/64 belegt ist. Herodot ist der einzige Zeitzeuge dieses Unternehmens und genießt daher den höchsten Quellenwert. Von einem Frieden zwischen Griechen und Persern spricht er nicht, liefert dennoch einen wichtigen Hinweis auf die Datierung. Mit dem Regierungsantritt des Artaxerxes ist das klassische Datum des Kalliasfriedens für das Jahr 449/48 nicht haltbar. Überdies wird ein solcher Frieden nicht einmal ansatzweise erwähnt. Hätte es einen solchen gegeben, wäre von dem Vater der Geschichtsschreibung nicht nur von einer Gesandtschaft „in anderer Angelegenheit“ zu lesen gewesen. Diese Formulierung lässt angesichts der hellenophilen Tendenz in Herodots Geschichtswerk nicht auf einen für Athen ruhmreichen Ausgang der Mission schließen. Gerade die Unbestimmtheit in Herodots Ausdrucksweise lässt viel Spielraum für Mutmaßungen. Klaus Meister erwägt zwei Deutungen: „Entweder wurde damals tatsächlich über einen Frieden verhandelt, jedoch ohne Ergebnis, oder aber der Verhandlungsgegenstand war ein ganz anderer, uns unbekannter. In der Forschung zieht man im allgemeinen die zweite Möglichkeit vor: Man weist darauf hin, dass die Athener nach Herodot ‚in einer anderen Angelegenheit‘ als die Argiver gekommen seien: Da diese wegen der Erneuerung eines Freundschaftsbündnisses beim Großkönig vorgesprochen hätten, sei es undenkbar, dass das Anliegen der Athener der Anschluss eines Friedens gewesen sei.“

#### Thukydides
Bereits Friedrich Christoph Dahlmann und Karl Wilhelm Krüger haben zu Beginn des 19. Jahrhunderts auf das Schweigen des Thukydides hingewiesen und es als Argument für die Nichtexistenz des Friedensabkommens ins Feld geführt. Meister bemerkt zu dem Schweigen des Geschichtsschreibers: „Angesichts der fundamentalen Bedeutung, dem ein solcher [Frieden zwischen Athen und Persien] für die weitere Entwicklung der athenisch-spartanischen Beziehungen zukommt, wäre eine Nichterwähnung schlechterdings unverzeihlich, und so kann das Schweigen des Thukydides nur dahingehend verstanden werden, dass der Frieden unhistorisch ist.“

## Forschungsmeinungen und Forschungsstand

### Hermann Bengtson
Hermann Bengtson betrachtet den Friedensschluss als für das Jahr 449 historisch belegt. Das Vorhandensein eines von Artaxerxes II. besiegelten Vertragstextes ist nach seiner Überzeugung durch die Urkunde des Krateros aus der ersten Hälfte des 3. Jahrhunderts gesichert. Bengtson sieht den Verlauf der Ereignisse so: Dem Frieden ging die Expedition der Seebundflotte gegen das „kyprische Salamis“ im Jahre 450 voran, wo die Bundesgenossen einen „glänzenden Sieg“ über die Perser errangen. Im Anschluss an diesen Sieg soll mit der „Entsendung des reichen Kallias nach Susa“ eine Wende im griechisch-persischen Verhältnis eingetroffen sein, da beide Seiten nach zähen Verhandlungen ihre Interessenssphären gegenseitig anerkannten. Obwohl seit diesem Zeitpunkt über ein ganzes Jahrhundert kein persischer Krieger griechischen Boden betreten hatte, sei der „Kalliasfrieden“ kein Ruhmesblatt für die Athener gewesen, da dieser „lediglich die De-facto-Anerkennung des Zustands in Kleinasien erreicht“ habe. Die Athener jedoch hätten ursprünglich durch das Verhandlungsgeschick des angesehenen Kallias eine rechtliche Anerkennung ihrer Hemisphäre und klare Grenzziehung in der Ägäis erwartet und keine Tolerierung von Gnaden des Artaxerxes. Wegen dieser Schwäche sei es nun auf das Friedensprogramm des Perikles angekommen, mit dessen Hilfe die attische Vormachtstellung innerhalb des Bundes wiederhergestellt werden sollte.

### Ernst Badian
Ernst Badian gehört zu den modernen Vertretern der „Eurymedontheorie“. Badian bestreitet nicht die Historizität des Friedens, sondern weicht lediglich um zwei Jahrzehnte von der klassischen Datierung ab. Seine Frühdatierung des Kalliasfriedens ins Jahr 465/64 gründet auf der Annahme, dass Xerxes nach seiner Niederlage am Eurymedon zu ernsthaften Friedensverhandlungen bereit gewesen sei und mit der attischen Gesandtschaft unter Führung des Kallias diesen Frieden auch tatsächlich geschlossen habe. Die erneute Reise des Kallias zu den Persern nach Susa, welche Diodor, auf den Badian sich hauptsächlich beruft, ins Jahr 449/48 legt, sei lediglich eine zweite Gesandtschaft, einzig zu dem Zweck, das einstmals geschlossene Bündnis nach Xerxes Tod mit dessen Sohn Artaxerxes zu bestätigen.
Nach dem Sturz Kimons und der demokratischen Wende in Athen verschärften sich die Beziehungen zu den Persern und aus der Politik der Annäherung wurde ein aggressives, teils kriegerisches Verhalten der Athener, die, so Badian, bewusst einen Bruch des Friedensabkommens in Kauf nahmen. Da diese Form der expansiven Politik jedoch scheiterte, Kimon aus seinem Exil zurückkehrte und sich mit Perikles versöhnte, schlossen die Athener ein erneutes Friedensbündnis mit dem Feind. Somit sei es nur konsequent, das zweite Abkommen auf die Zypernexpedition folgend ins Jahr 449 zu datieren; der im Jahre 424 geschlossene Epilykos-Vertrag sei als Erneuerung des Kalliasfriedens zu verstehen.

### Klaus Meisters Ungeschichtlichkeitstheorie
Eine völlig andere These vertritt Klaus Meister, der sowohl die Frühdatierung (Eurymedonansatz) als auch die Annahme eines späteren Vertragsschlusses 449/48 verwirft. Für ihn gab es keine Gesandtschaft des Kallias in Susa mit dem Zweck, einen staatsrechtlich bindenden Friedensvertrag auszuhandeln. Die Waffenruhe nach der zyprischen Expedition habe sich vielmehr aus einer militärischen Pattsituation ergeben. Die beiderseitige Erschöpfung habe zum Waffenstillstand geführt. Erst in den folgenden Jahrzehnten und Jahrhunderten hätten patriotische Geschichtsschreiber daraus einen Friedensschluss mit den bezwungenen Persern gemacht.

## Fazit
In Anbetracht der problematischen Situation sowohl Persiens als auch des Seebundes ist davon auszugehen, dass eine politische Lösung des Konflikts im Interesse beider Seiten lag. Ob tatsächlich ein förmlicher Friedensvertrag bereits im Anschluss an die Schlacht am Eurymedon oder erst nach 449/48 zustande gekommen ist, bleibt unklar, da es Argumente für und gegen beide Ansätze gibt. Auch die Alternativhypothese, wonach es keinen Friedensschluss gegeben habe, hat sich bisher nicht eindeutig durchgesetzt.

## Übersetzungen der Quellentexte
- Demosthenes, übers. v. J. H. Vince, C. A. Vince, T. Murry, N. J. de Witt, N. W. de Witt; London 1926–1949 (Loeb Classical Library).
- Diodor, übers. v. Adolf Wahrmund, (Langscheidtsche Bibliothek sämtlicher griechischer und römischer Klassiker), Berlin 1914.
- Herodot: Die Geschichten des Herodotus, übertr. v. Friedrich Lange, Otto Güthling (Hrsg.), Leipzig 1885.
- Isokrates, übertr. von Theodor Flath, (Langscheidtsche Bibliothek sämtlicher griechischer und römischer Klassiker) Berlin o. J.
- Lykurgos: Reden gegen Leokrates, übers. u. hrsg. v. Nicolai Adolph. Berlin 1885.
- Platon: Dialoge Charmides, Lysis, übers. und erl. v. Otto Apelt, Leipzig 1922.
- Plutarch: Plutarch vergleichende Lebensbeschreibung, übers. v. Otto Güthling. Leipzig 1925.
- Plutarch: Griechische Heldenleben – Themistokles, Perikles, Alkibiades, Alexander, Pyrrhos, übertr. v. Wilhelm Ax, Stuttgart³ 1942.
- Thukydides: Geschichte des Peloponnesischen Krieges, übers. v. J. D. Heilmann, Berlin 1938.

## Belege
1. ↑  Dahlmann Über den Cimonischen Frieden, in Dahlmann Forschungen auf dem Gebiet der Geschichte Bd. 1, Altona, 1822, S. 1–139.
2. ↑  Krüger Über den Kimonischen Frieden, Archiv für Philologie und Pädagogik, 1824, S. 205.